# Моринецький провулок
Морине́цький прову́лок — провулок у Подільському районі міста Києва, у межах селища Шевченка. Пролягає від Моринецької вулиці до Золочевської вулиці.

## Історія
Провулок виник у середині XX століття під назвою 59-а Нова вулиця. Сучасна назва — з 1955 року, на честь села Моринці Звенигородського району Черкаської області, де народився Тарас Шевченко.